# Осіни (Бжезінський повіт)
Осіни (пол. Osiny) — село в Польщі, у гміні Дмосін Бжезінського повіту Лодзинського воєводства.
Населення — 509 осіб (2011).
У 1975-1998 роках село належало до Скерневицького воєводства.

## Демографія
Демографічна структура станом на 31 березня 2011 року:
|          | Загалом | Допрацездатний вік | Працездатний вік | Постпрацездатний вік |
| -------- | ------- | ------------------ | ---------------- | -------------------- |
| Чоловіки | 224     | 43                 | 149              | 32                   |
| Жінки    | 285     | 49                 | 161              | 75                   |
| Разом    | 509     | 92                 | 310              | 107                  |